# Hinterhaus zur Pfanne
Das Hinterhaus zur Pfanne in der Judengasse (Hausnr. 188) in Frankfurt am Main war ab 1664 das Wohn- und Geschäftshaus der Familie Rothschild. Das 1552 erstmals erwähnte Gebäude wurde 1559 in ein Vorder- und ein Hinterhaus geteilt, in denen zeitweise über 30 Personen lebten. Beide Gebäude wurden 1601 sowie nach den Großbränden der Jahre 1711 und 1721 neu errichtet.
Die Grundfläche des Hinterhauses, das am nördlichen Ende der Judengasse lag, betrug 3,40 mal 10 m. Verteilt auf drei Stockwerke und eine Dachkammer bot es eine Nutzfläche von etwa 120 Quadratmetern. Von der Straße aus erreichte man es über einen schmalen Gang durch das Vorderhaus. Das Erdgeschoss wurde als Kontor genutzt. Hier lagerte vermutlich auch ein großer Teil der Handelswaren.
Naphtali Herz Rothschild zog 1664 in das Hinterhaus zur Pfanne um. Über dessen Bewohner vor Amschel Moses Rothschild und seinem Sohn Mayer Amschel Rothschild, dem Begründer der Rothschild-Dynastie, ist nur wenig mehr als ihre Namen bekannt. Amschel Moses Rothschild war hier als Geldwechsler tätig und handelte auch gelegentlich mit Seide. Ab 1763 nutzen Mayer Amschel Rothschild und seine Brüder Moses und Kalmandas das Gebäude, das ihnen zu drei Vierteln gemeinsam als Wohn- und Geschäftshaus gehörte. Dies führte zu äußerst beengten Wohnverhältnissen. Mayer Amschel und seine Frau Gutle zogen erst 1787 in das Haus zum Grünen Schild, das gemeinhin als Stammhaus der Bankiersfamilie Rothschild galt. Seinen Anteil am Hinterhaus zur Pfanne verkaufte er für 3300 Gulden seinem Bruder Moses, der damit dessen alleiniger Besitzer wurde.
In der Nacht vom 13. auf den 14. Juli 1796 brannte das Gebäude zum dritten Mal ab, als französische Revolutionstruppen unter General Jean-Baptiste Kléber Frankfurt von der Anhöhe der Friedberger Warte aus beschossen. Beim Wiederaufbau des zerstörten Nordteils der Judengasse rekonstruierte man nicht die alten, beengten Verhältnisse, sondern verfolgte eine großzügigere Konzeption. Deshalb wurde auch der Gebäudekomplex zur Pfanne nicht wiederhergestellt, sondern grundlegend neugestaltet. Damit verschwanden das Gebäude und sein Name aus dem Stadtbild.